# Francisca Pérez-Madrid
Francisca Pérez-Madrid (Cartagena, 18 de septiembre de 1965) es Catedrática de Derecho Canónico y Derecho Eclesiástico del Estado en la Universidad de Barcelona, y Vicepresidenta de la "Consociatio Internationalis Studio Iuris Canonici Promovendo", y Académica correspondiente de la Real Academia española de Jurisprudencia y Legislación.

## Biografía

### Formación académica y labor docente
Tras obtener la licenciatura en Derecho en la Universidad de Valencia (1988), y de Derecho Canónico en la Universidad de Navarra (1990), obtuvo en esta Universidad el doctorado en Derecho (1995) y en Derecho Canónico (1993), con premio extraordinario. Obtuvo la Acreditación como Catedrática por la Agencia Nacional de Evaluación de la Calidad y Acreditación (ANECA) en el año 2012.
En 2008 fue nombrada Académica correspondiente de la Real Academia española de Jurisprudencia y Legislación y Coordina el Grupo de Investigación Interuniversitario consolidado “Derechos culturales y diversidad”, reconocido por la Generalidad de Cataluña.
Ha organizado diversos eventos académicos de naturaleza internacional como el Seminario Internacional “El Comentario General al art. 15 de PIDESC” (Barcelona 2008), o el Workshop “Religious Freedom in the Contemporary Juridical Context (7-8 de junio de 2012) en la Harvard Law School (Cambridge, Massachussets) en colaboración con la Profesora Mary Ann Glendon, entre otros.
Desde 2015 forma parte del Patronato de la Fundación Montblanc de carácter cultural y asistencial.

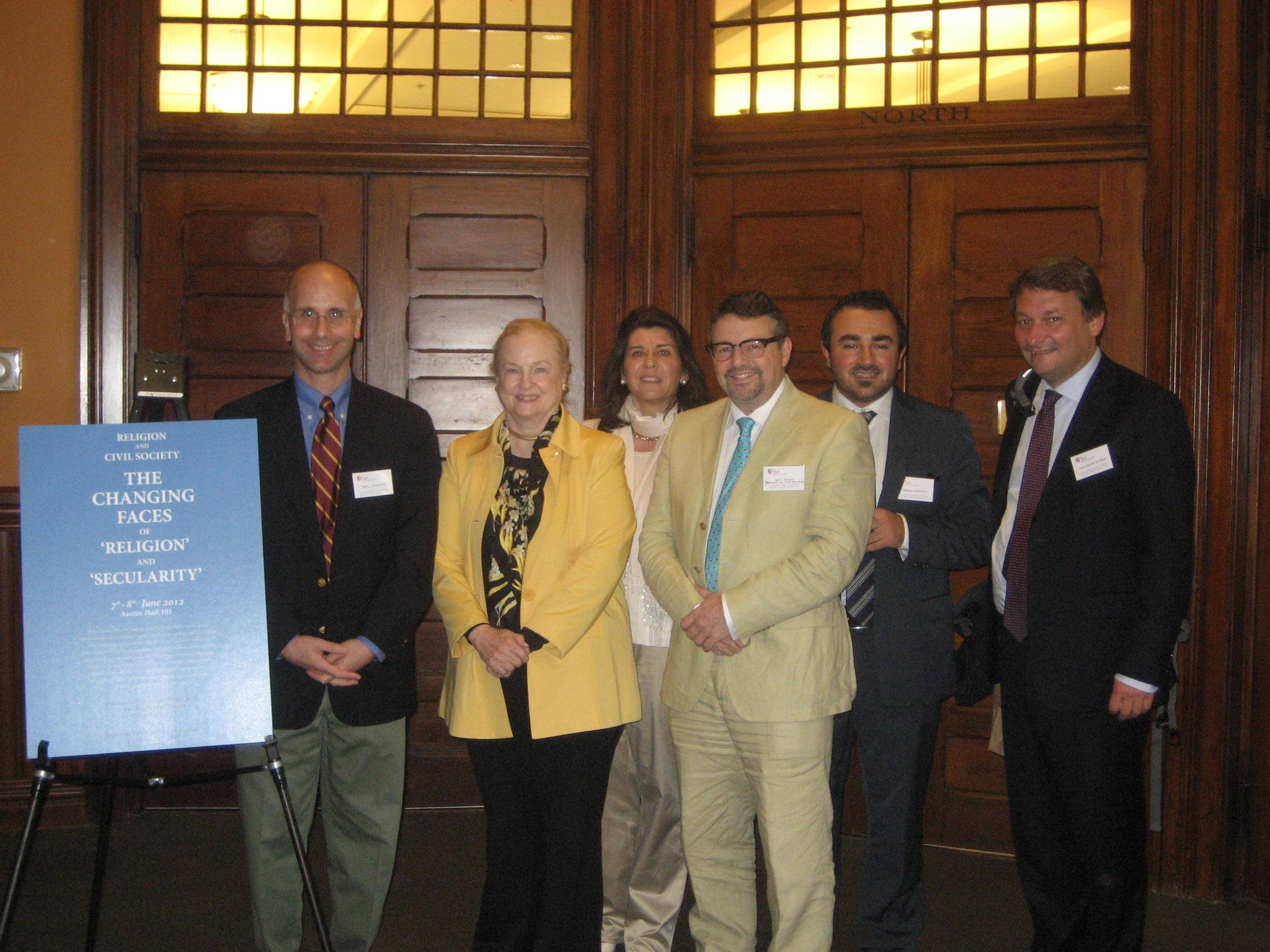
Pérez-Madrid en la presentación del Panel “Religious Freedom in the Contemporary Juridical Context”, (Harvard Law School 2012).

### Investigación
En su trayectoria científica ha investigado sobre diversos temas, tales como el derecho comparado o el interés ante diversos problemas jurídicos de actualidad, -como es el caso de las migraciones, la eutanasia y el suicidio asistido, la gestación subrogada, la protección de datos, la incitación al odio, la reagrupación familiar en una sociedad multicultural, la objeción de conciencia, el homeschooling, el papel de la administración local en la gestión de la diversidad religiosa, la Iglesia y los derechos humanos, y la protección internacional ante la persecución por motivos religiosos-, por citar algunos ejemplos.
En el ámbito de la doctrina canónica es conocida su propuesta sobre la necesaria delimitación entre el Derecho sancionador penal y el administrativo en cuatro niveles: las fuentes normativas, la esencia de los ilícitos establecidos, la naturaleza de las sanciones impuestas y, finalmente, la aplicación de éstas.

## Publicaciones

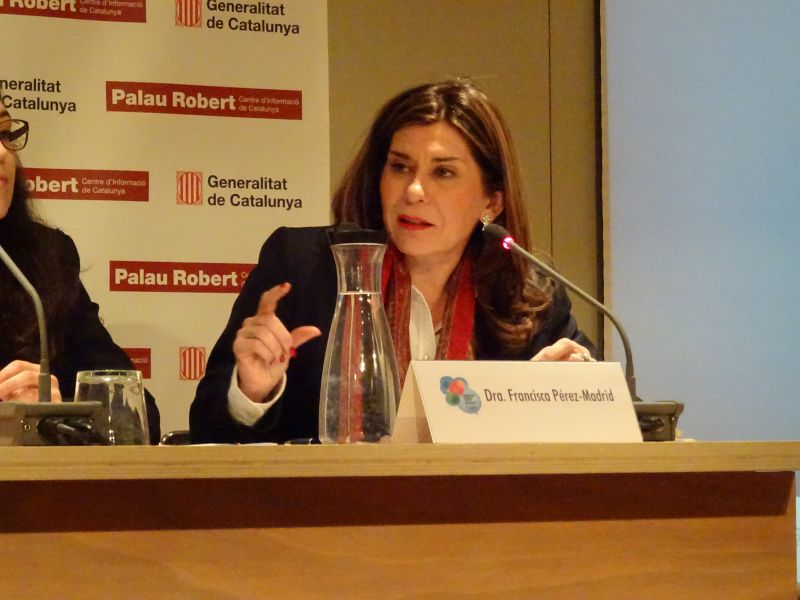
Francisca Pérez-Madrid en el "I Congreso sobre Gobernanza y Religión” (Barcelona, 2015)

Ha publicado y coordinado varias monografías, así como numerosos artículos y estudios en revistas y volúmenes colectivos. Entre otros:
- El derecho administrativo sancionador en el ordenamiento canónico. Una propuesta para su construcción,  Eunsa, Pamplona 1994, 266 pp. (Tesis doctoral en Derecho Canónico, que llevaba por título: Posibilidad de un derecho administrativo sancionador)
- La tutela penal del factor religioso en el derecho español, Eunsa, Pamplona 1995, 362 pp. (Tesis doctoral en Derecho, que llevaba por título: La protección penal del factor religioso en el derecho español)
- Inmigración y libertad religiosa. Un estudio desde la Ley de Extranjería, Civitas, Madrid 2004, 201 pp.
- Derecho de asilo y libertad religiosa, Aranzadi, Cizur Menor 2018, 274 pp.
- La gestión de la diversidad religiosa en el área mediterránea (coord. por F. Pérez-Madrid), Comares, Granada 2011, XII, 209 pp.
- La gobernanza de la diversidad religiosa. Personalidad y Territorialidad en las sociedades multiculturales (dir. por F. Pérez-Madrid y M. Gas Aixendri), Aranzadi, Cizur Menor 2013, 430 pp.
- Religión, libertad y seguridad (coord. por F. Pérez-Madrid), Tirant lo Blanch, Valencia 2018, 263 pp.
- "La docencia del derecho canónico en el Espacio Europeo de Educación Superior", en el volumen Ius et iura. Escritos de Derecho Eclesiástico y de Derecho Canónico en honor del profesor Juan Fornés, Comares, Granada 2010
- Legislación eclesiástica (edición preparada por Juan Fornés, María Blanco, Beatriz Castillo y Francisca Pérez-Madrid), Aranzadi, Cizur, 2018 (19ª ed.)
- Diversas voces en el Diccionario Jurídico elaborado por la Real Academia de Jurisprudencia y Legislación (2017), y en el Diccionario General de Derecho canónico publicado en la Universidad de Navarra, por el Instituto Martín Azpilcueta (2012).